# Terebratulina hawaiiensis
Terebratulina hawaiiensis är en armfotingsart som beskrevs av Dall 1920. Terebratulina hawaiiensis ingår i släktet Terebratulina och familjen Cancellothyrididae. Inga underarter finns listade i Catalogue of Life.